# Vecteur autorégressif
Le modèle à vecteur autorégressif (VAR) est un modèle économétrique qui permet de capturer les interdépendances entre plusieurs séries temporelles. Il s'agit de la principale catégorie de modèle statistique.

## Concept
Dans un modèle VAR, les variables sont traitées symétriquement de manière que chacune d'entre elles soit expliquée par ses propres valeurs passées et par les valeurs passées des autres variables. De ce fait, les modèles VAR mobilisent des bases de données importantes.
Les modèles VAR ont pour avantage d'être libres de toute théorie économique ; ils n'appartiennent à aucun paradigme ni à aucune école de pensée. Ils sont ainsi une alternative aux restrictions des autres modèles, qui doivent se fonder sur des postulats théoriques. Les modèles VAR ont ainsi une approche purement statistique à l'origine,. Le caractère a-théorique des modèles VAR n'empêche toutefois pas une interprétation théorique des résultats.
Les modèles VAR ont été augmentés par la suite grâce à une nouvelle méthodologie appelée SVAR (VAR structurel).

## Historique
Les modèles macro-économétriques accusent, dans les années 1970 notamment, des échecs répétés. Ils sont soumis à la critique de Lucas, selon laquelle l'absence de micro-fondations dans ces modèles les rend inutiles. Le premier modèle à VAR est développé par Christopher Sims au début des années 1980. Ils sont aujourd'hui utilisés non seulement en économie, mais aussi dans le domaine de la santé.